# Havekunstens historie
Ved behandling af havekunstens historie kan man følge to retninger, den
arkitektoniske og den landskabelige, som har visse formål og visse materialer tilfælles, men de er i kunstnerisk henseende grundforskellige i deres inderste princip.
Den ene skabes som arkitekturen efter den
menneskelige tankes lovmæssighed, den anden efter
naturens lovmæssighed. Den almindelige
sammenfatten af de to arter til en fælles kunstart
har afstedkommet megen forvirring; ikke mindst
har den inddelende æstetik af den grund haft
vanskeligheder ved at placere havekunsten
passende mellem de skønne kunster. I
nedenstående kortfattede oversigt over den europæiske
haves udvikling er derfor hver art behandlet
for sig.

## Den arkitektoniske have
Den arkitektoniske have er
arkitektur og intet andet; ganske vist er det en
særlig arkitektur, der på grund af formål og
materiale er underkastet en del særlige love.
Således har overvindelsen af
terrænvanskeligheder og tillempning efter planternes vækstforhold
i havekunstens udvikling erstattet hvad
løsningen af de konstruktive opgaver har betydet for
husbygningen; men i det store og hele har
havekunsten fået sit formsprog og sine
principper dikteret af husbygningen. Den dybeste og
mest gennemgribende forskel mellem den
europæiske arkitektur og den tilsvarende havekunst
ligger i, at denne ikke har nogen klassicisme.
Den foryngelsens kilde, som studier og
opmålinger i det klassiske syden har været for
arkitekturens udøvere, har havekunsten måttet savne.
Denne mangel har ikke alene gjort
havekunsten ligesom ringere end sin klassisk
rodfæstede søsterkunst, men den var en hovedgrund
til, at den arkitektoniske havekunst svigtede, da
arkitekturen i slutningen af 1700-tallet ret
begyndte at tage sig sine antike forbilleder
alvorligt, og den samme mangel gør, at den
arkitektoniske havekunst står ret hjælpeløs lige
overfor den i nutiden genoptagne nyklassicisme og
måske igen under visse forhold må vige
pladsen for en fornyet landskabelig have. Det
vidtløftige kapitel, som gerne helliges oldtidens,
særlig den romerske kejsertids havekunst, kan
man i en lille afhandling som denne med rolig
samvittighed overspringe. Materialets
forgængelighed og litterære og billedlige efterretningers
utilstrækkelighed er skyld i, at næppe en eneste
sætning af det rige formsprog, som oldtidens
havekunst sikkert har talt, med vished kan
siges at være gået over i vor arkitektoniske have.
Af billeder som det øverste findes der
flere fra forskellige af oldtidens epoker, men de
er først blevet almindeligt kendte på så sene
tidspunkter, at de ikke har øvet direkte
indflydelse på haveformen.
Plinius’ havebeskrivelse
De indbyrdes vidt
forskellige rekonstruktioner efter Plinius’
havebeskrivelse danner afgørende bevis for umuligheden
af at videreføre kunstnerisk form ad litterær vej.
Af den opløste romerske byggemåde og af
forskellige beskrivelser ved vi, at et større
haveanlæg har sluttet sig til bygningerne som en
gruppe af haver uden indbyrdes aksial
forbindelse, vi ved, at der har været terrasser, der i
øvrigt jo er en nødvendighed, hvor det
naturlige terræn skråner stærkt; vi ved, at der har
været træer og blomster og figurklippede buske,
og vi kender endda nogle af planterne; vi ved, at
der til tider har været anvendt endog et
overmål af skulpturudsmykning; vi ved, at der har
været vandbassiner og en del mere. Men det,
der ville have været det væsentlige for en
havens klassicisme, nemlig anvendelsen af
oldtidens plan, form og proportion, er udelukket.
Og dog har selve bevidstheden om den romerske
havekultur haft sin store indflydelse, idet den har
opildnet den italienske renæssances mænd til af
al magt at arbejde på at skaffe også deres
samtid en sådan havekunst. Har renæssancens
mænd, så lidt som vi, ved læsning af oldtidens
forfattere og undersøgelse af ruinmarkerne
kunnet danne sig et nøje billede af den klassiske
have, så har dette studium dog sikkert været
det, der satte sving i renæssancens havekultur.

## Klosterhaver
Bag klostrenes mure fandtes selv i den tidlige
middelalder en havedyrkning, der måske
ikke var uden traditionel forbindelse med
oldtidens, og som på grund af munkeordnernes
internationalitet bredte sig forholdsvis hurtigt; men
havedyrkning er kun en forudsætning for
havekunst, og dersom dette ord da ikke skal tages i
alt for udflydende betydning, så har de ydre
vilkår udelukket udviklingen af en sådan. Og
dog dannede klosterhavens korsdeling i fire
kvadrater en tradition, der som den såkaldte
"kvadratur" (det vil sige inddeling i kvadrater ved
fortsat korsdeling) holdt sig gennem århundreder
med stor sejhed, især i Nordeuropa.
Herreborgenes beboere lærte af munkene, men så længe
ufred hindrede haveanlæg uden for murene, var
en mere vidtgående udformning hæmmet. En
enkelt tradition synes dog også middelalderens
borghaver at have ydet til den almindelige
udvikling, nemlig delingen i en mindre, men
mere soigneret have, særlig egnet til
blomster og medicinalplanter, og en større have,
væsentlig med græs, buske og træer, hvor man
friere kunne tumle sig, og som kunne ligge mere
ubeskyttet end den lille have. Denne deling, der
naturligt fremgik af forholdene, skabte kontrast
og indeholder i sig et formelt moment, og den
genfindes især i England, hvor den århundreder
efter at dens praktiske årsager er fjernede, ses
opretholdt som en teori, et kunstnerisk
princip, der først falder med den store franske haves
indtog.

## Den italienske renæssancehave
Mens Nordeuropa og Norden især i det
væsentlige nøjedes med middelalderens fattige
traditioner lige op til Frederik 2.s tid,
oparbejdedes imidlertid i Italien gennem en udvikling,
der strakte sig fra begyndelsen af 1300-tallet til op
midt i 1600-tallet, det højdemål af havekultur,
som den italienske renæssancehave
betegner. På næsten bar bund med kun ringe
støtte i den forhåndenværende
middelaldertradition udviklede denne italienske havekunst sig
fra naiv primitivitet op til en stolt, bevidst og
fuldendt kunstart. De første italienske
renæssancehaver var enkle, yndefulde og lidet
sammensatte, helst anlagt i ét plan, og hvis i flere, da
uden aksefast forbindelse.
Der findes kun ringe
anvendelse af skulptur, og træerne optræder mest
enkeltvis, som betoning af centrer eller
hjørner. Den stærke udvikling fremad og opad
skyldtes især, at havekunsten nu - takket være
bevidstheden om, at den beundrede oldtid havde
haft store haveanlæg - beskæftigede tidens
største skabende kunstnere. I ingen anden periode
og i intet andet land - Le Nôtre personlig
undtagen - har så store genier beskæftiget sig
med havekunsten, der i reglen ellers spiller en
sekundær rolle i forhold til bygningskunsten.
At samme mand planlagde både hus og
have, førte naturligt til det første store skridt
fremad, nemlig den intime arkitektoniske
forbindelse mellem bygningen og den nærmest
liggende del af haven.
Aksefast forbindelse til de øvrige terrasser
Den næste store indsats,
denne frugtbare tid ydede, var den aksefaste
forbindelse videre ud til de øvrige terrasser. De
trapper og ramper, man hidtil havde haft, var
blevet betragtet som biting, der mere eller
mindre skjult anbragtes i hjørner, næsten som et
nødvendigt onde. Først i 1500-tallet lykkedes
det at tvinge stoffet kunstnerisk, og således
opstod formlerne for den arkitektoniske
forbindelse mellem flere terrasser; man magtede fra nu
af de store aksiale anlæg med trapper, ramper
og terrassemure; planen ovenfor af Villa d’Estes
have viser en sådan aksial trappeforbindelse mellem terrasserne. Hovedaksen er dog
endnu ikke så fremtrædende, som den senere
blev under den udviklingsretning,
højrenæssancens have tog, og som barokhaven derefter
fortsatte. Man lærte nu at tumle med lodrette og
skrå flader, ungrenæssancens hvile var blevet
til en voldsom linjeflugt og bevægelse, dens spinkle
vandstråle til en skummende kaskade, de
enkelte træer til mægtige løvmasser, og den
enkle figur til rækker af skulpturkompositioner.
Det ville overhovedet have været ugørligt at tøjle
alle disse kraftige motiver, hvis man ikke i den
energiske koncentration om en hovedakse havde
haft et middel til at forme en enhed deraf. Huset
og den derfra udgående hovedakse er som en
kraftcentral, der dirigerer form, størrelse og
plads på enkeltheder langt ude i terrænet.

## Nordeuropa
Som det gik med den italienske renæssances
arkitektur, således også med dens havekunst, den
spredtes ud over hele Europa, men som
dønninger, der blev svagere og mindre dybtgående, jo
længere de kom væk fra deres oprindelse. I
England, Holland og Norden nøjedes man ofte med
at pynte den gamle uregelmæssige byggevis
med renæssanceornamentik, men fulgte i
grundplan og opbygning helst gammel tradition. Det
samme gælder den nordiske
renæssancehave. Den var nærmest en udenlandsk
påvirket udvikling af den gamle gotiske have med
sin "kvadratur" og sit solide hegn.
I England hævdede en arkitekturforfatter så sent som i
1627, at havens dele skal være adskilte og
forskellige, således at man ved sin indtræden i en
anden del af anlægget skal tro sig "som ved et
trylleslag forsat til en hel anden have". Det
vil sige, at ikke blot hovedaksens funktioner,
men virkningen af udsigten fra et haverum til
det næste, selve sammenspillet mellem nært og
fjernt var uvurderet.
Når Frederik 2. anlagde
sin pavillon i Lundehave (nu Marienlyst) ved
Helsingør højt placeret på en bakke med
et symmetrisk anlæg aksefast med huset, så er
det nærmest en direkte italiensk påvirket
undtagelse. Et enkelt værk, Hans Raszmussøn Blocks
Horticultura Danica fra 1647 giver os et meget
indgående kendskab til Christian 4.
Tidens havekunst, der teknisk set stod ret højt, men
som var ganske uberørt af de italienske
bevægelser, og som traditionstro klamrede sig til den
gamle "kvadratur". Billedet viser et eksempel på
inddelingen i disse haver. Kanterne er trukket
op med farvede trælister eller buksbom, og i
felterne var plantet et broget virvar af blomster,
dels stauder, dels étårige sået på blivestedet
eller henplantede fra overvintringskælder eller
fra "møgbedet". Roserne, der var ret høje buske,
plantedes langs det rækværk, der i reglen
omgav et indre parti af haven.
I fine haver fandtes ofte meget kunstfærdige mønstre, f.eks. i
Lundehave: Danmarks Riges våben i buksbom.
Den art arbejder samt kendskab til podning
m.m. gjorde gartnerens stilling til et ret anset
håndværk, men kunstner i samme forstand som
de italienske mestre var han ikke. Det var først
efter at de store arkitektoniske principper over
Frankrig var kommet herop, at der kunne blive
tale om en havekunst i Norden, og endda
skabtes der aldrig en særpræget nordisk havekunst.

## Frankrig
Udviklingen i Frankrig kom selvfølgelig
hurtigere og var rigere på grund af det mere
frugtbare både fysiske og kulturelle miljø. Der
udformedes i 1500-tallet en særlig type franske
herregårdshaver, en sammensmeltning af de
resultater, som den stedlige gotiske tradition
havde nået, og af de italienske detaljer, som kunne
lempes derefter. For eksempel blev den gamle
franske vandgrav udformet dekorativt og kantet
med italienske balustrader osv. Billedet viser et sådant anlæg
inddelt på gammel vis, men af en rigdom og
udstrækning, som middelalderen ikke kendte. Som
en særlig fransk gren af havekunsten
udvikledes på Ludvig 13.s tid det fint udarbejdede
og mønstrede parterre, der senere blev tradition
i den store franske havestil.
Det meget vanskelige anlæg af disse parterrer var gartnerens mest
ansete ydelse, mens sansen for selve
haverummets udformning endnu knap var vokset frem.
Jacques Boyceau, Ludvig 13.s hofgartner,
havde ganske vist beskæftiget sig med
perspektiver, akser og med afvejning af vandrette og
lodrette linjer m.m., men mest kun i teorien
i en bog, han skrev. I virkeligheden var det en enkelt genial og heldig kunstner, der med et slag indførte de store italienske principper på
fransk grund. Det var André Le Nôtre.
Den italienske have lod sig ikke overføre på nordfransk grund,
den måtte helt omformes, og i dette arbejde
ligger Le Nôtres største fortjeneste; uden hans
mellemkomst ville der ikke have været meget
at søge for nordisk havekunst i Italien.
Udsigten, der ved den typiske højtliggende
italienske have bredte sig som et panorama udenfor
denne og beherskede billedet, erstattedes i det
franske lavland af et perspektivisk teateragtigt
gennemsyn, der væsentligst lå inden for havens
grænser og som fængslede beskueren ved sine
rytmiske overskæringer og busketternes
kulisseagtige springen frem og tilbage. De lodrette
flader, som i de italienske haver repræsenteredes
især af de høje terrassemure, blev dannet af
vældige vægge af beklippede løvtræer;
bjergegnenes store kaskader erstattedes af stille kanaler
og de høje trappeanlæg af flade gennemløbende trin.
Den simple rumvirkning, der i den gamle
franske have opnåedes af selve den tykke mur,
erstattedes med ny mere mangfoldig virkning.
Det, der nu holdt sammen på anlægget, var
ikke mere noget hegn, dette skjultes endogså
det var derimod aksernes arkitektoniske
funktion.
Med Versailles, Le Nôtres
hovedværk, stod den nordeuropæiske barokhave fuldt
færdig som et udtryk for den ny tids ligesom
mere plastiske opfattelse af natur og kunst. Den
gamle have var nærmest et mønster på en flade,
i den ny lå vægten på det tredimensionale,
man spekulerede i skyggevirkninger, i massernes
hvilende vægt og linjernes spænding og
bevægelse.
Dersom et arkitektonisk monuments
værdi blandt andet er afhængig af, hvor stærkt et
udtryk det giver for sin tids ideer, så må disse
store franske barokanlæg ligestilles med gotiske
katedraler, græske templer og ægyptiske
pyramider, thi vældigere kunne absolutismens og
centralisationens store idé ikke udtrykkes. Der
var politik både i den store franske haves
opståen og i dens fald. Takket være Frankrigs
førende stilling, det store internationale samkvem
i 1700-tallet og endelig den udmærkede litterære
behandling, denne haveform var genstand for,
trængte den i modsætning til den italienske
renæssancehave hurtigt og i ret uændret form ud
over det meste af Europa.

## Barokhaven i Danmark
Barokhaven i Danmark er et så
vidtløftigt emne, at kun et par typiske anlæg, der
viser udviklingen, kan omtales.
Billedet fra 1697 viser en overgangsform;
haven er helt præget af den traditionelle
"kvadratur", men den ny tid viser sig i et tilløb til
hovedaksevirkning. De små spagfærdige
rektangulære parterrer hviler ikke i sig selv som
kvadraterne; de har, hvor ringe forsøget end er,
en bestemt retning; det standpunkt, beskueren
kommer til at indtage, er ikke mere ligegyldigt
som i den gamle have, der er her af kunstneren
valgt et standpunkt, hvorfra hele haven tager sig
bedst ud.
Sådanne forsigtige forsøg med et fransk
parterre blev snart efterfulgt af dristigere, og
navnlig i Sverige, hvor det grandseigneuriale liv
i 1700-tallet var rigere end i Danmark og Norge,
skabtes vidtstrakte anlæg. Slet så pragtfulde
som de gamle kobberstik vil gøre disse
slotshaver, har de i reglen næppe været; meget af
det, der nu anses for rester af fordums
herlighed, er kun ufuldførte arbejder, der blev
standsede på grund af de uhyre bekostninger, der
var forbundne med den art anlæg.
Den nyere have ved Frederiksborg Slot, der er anlagt
omkring år 1720, er et godt eksempel
på, hvor indgående man havde tilegnet sig
forståelsen af den franske haves principper, hvor
overlegent den perspektiviske virkning set fra
slottet er behandlet og med hvilken elegance man
uden anvendelser af kostbare mure klarede et
overordentligt vanskeligt terræn.
Ved siden af dette arbejde, der skyldtes Johan Krieger, Danmarks første egentlige havearkitekt, kan nævnes haven ved
Fredensborg Slot, der oprindeligt er anlagt af Thura,
endvidere Frederiksberg Have, den yngre del af
Rosenborg have og en lang række af
herregårdshaver, for eksempel ved Ledreborg.
- Ledreborg
- Ledreborg slotshave blev anlagt af Johan Krieger 1742-48 [4]
- Ledreborg slotshave, 2004

Det var nu i modsætning til tidligere selve haverummets
udformning og arkitektoniske virkning, der
interesserede, mens plantesamlingerne trådte noget
i baggrunden. Parterret var dannet af fine
buksbomslyngninger, på baggrund af kulørte sten
og lignende. Fra denne tid stammer de fleste af de
statelige alléer af "kandelaberlinde", der pryder
vore slotte og herresæder.

## Rokoko
Rokokoen, der i bygningskunsten væsentlig kun
ændrede interiører og husets ornamentik, mens
dets grundplan kun ændredes lidt, lod
havekunsten i det store og hele uændret fortsætte
efter de grundsætninger, der var skabt af den
italienske og franske barok; kun i vasernes form
og i parterrets slyngninger mærkedes den
ændrede smag. Under den arkitekturperiode, der fulgte
efter rokokoen, var den landskabelige have trådt
så meget i forgrunden, at forsøgene på at
skabe en Louis d. XVI. og en empirehave var
få og af mindre betydning. (Louis Seize)
I Danmark dannede
Nicolas-Henri Jardin et par haver, nemlig omlægningen
af Fredensborg og Marienlyst, der afveg en del fra den gængse form. De
klassicerende tendenser viser sig i at parterrets
indviklede mønster bliver til rolige græsflader,
begrænsede af lige linjer og rene cirkelbuer og i
at fritvoksende blomster i rabatter erstatter de
tilklippede buksbom og de farvede sten.
- Marienlyst Slot
- Haven ved Marienlyst efter Jardins omlægning o. 1760
- Haveplan o. 1760
- Marienlyst 1859

## Afslutningen på den arkitektoniske haves storhedstid
Hermed er den arkitektoniske haves
storhedstid forbi. Klassicismen kunne ifølge sin natur
ikke arbejde videre med den franske have: et
græsk tempel kunne ikke ligge i et parterre,
antikke forbilleder fandtes ikke, og så omgav man
det med "arkadiske" enge og lunde, det vil
sige man anvendte den landskabelige haveform,
der blev den herskende hele århundredet (1800-tallet)
igennem, men aldrig helt eneherskende.
Arkitekternes længsler gav sig stadig udslag i forsøg
både i klassisk, gotisk og byzantinsk retning,
svarende til bygningsstilen, men uden forbilleder
var disse ret håbløse. Hele
århundredet igennem var der dog brug for små
arkitektoniske blomsterhaver, og disse dannedes gerne
over italienske renæssancemotiver. I England er
sådanne "Italian Gardens" fra 1840'erne og
1850'erne ret almindelige som dele af større
anlæg. Ved Glorup skabtes i 1860'erne af H.A. Flindt
et større anlæg i denne genre, og hertil hørte også
de arkitektoniske småhaver, især rosarier, som
Edvard Glæsel anlagde.
England
Til den nye bevægelse for en boligkultur, der
opstod i England i slutningen af 1800-tallet,
sluttede sig en vågnende interesse for havens form.
Man begyndte med at søge sig sine forbilleder i
de bevarede engelske renæssancehaver af nordisk,
ikke-aksial type, og man har arbejdet så længe
dermed, at der må siges at være dannet en art
ny engelsk havekunst, ganske vist uden store
arkitektoniske pretentioner, men til gengæld
overkommelige for borgerlige evner, og tilpas
smidig til at kunne rumme nutidens
plantesamlinger.
Denne moderne have dannes mere efter
sin brug og sit indhold end efter husets
arkitektur. Den stadig voksende samlermani spiller her
en stor rolle; der skal skaffes vokseplads til
stauder, slyngplanter, stenplanter, vandplanter osv.,
derfor må der skaffes henholdsvis lange
rabatter, pergolaer, lodrette plantemure, bassiner osv.
I opfyldelsen af disse krav og andre som ønsker
om siddepladser, tennisbaner og lignende søger så den
moderne havekunst sit udgangspunkt og stræber
i al beskedenhed efter at bringe et så roligt og
dekorativt hele derudaf som muligt.
Fastlandet
På fastlandet, især i Tyskland, er der gjort
forsøg på at skabe en have med arkitektoniske
principper som udgangspunkt, men denne opgave
er ikke lykkedes og vil vel næppe lykkes, før
husbygningen er inde i et spor, hvor en hel
generation kan arbejde i samme retning. Den
nuværende meget vekslende bygningsmåde træder
hindrende i vejen for, at der kan skabes den
formelle tradition i havekunsten, som synes
nødvendig for dens trivsel.

## Den landskabelige have
Under betegnelsen den landskabelige have sammenfattes enhver art af anlæg, der er
foretaget med naturen som direkte forbillede eller
for at opnå lignende virkning som denne eller
endog illusion af natur. Når et arkitektonisk
haveanlæg forfalder, forbliver der dog altid
rester, der vil muliggøre at man kan danne sig
et begreb om anlæggets hovedtræk
århundreder efter, når da ikke alt får tid til at
forvitre; men når en landskabelig have forsømmes
blot en snes år, bliver den selv natur, og det
vil være næsten ugørligt at efterspore det
oprindelige anlæg. Vi ved derfor endnu mindre
om oldtidens naturhave, end om dens
arkitektoniske have. Kun enkelte litterære spor lader
os vide, at denne havetype også fandtes i
oldtiden både i Orienten og i Europa, når
ellers dens betingelser var til stede.
Naturhavens opståen kræver som betingelse blandt andet
ikke alene en levende natursans, men en vis
kulturtræthed. Naturhaven er et litterært
overklasseprodukt; det er det kultiverede bymenneskes
evige længsel udad, der gentagne gange har
frembragt den. Fra den romerske kejsertid findes
utvetydig omtale af sådanne udstrakte anlæg "i smag
med ubeboede egnes natur"; og den sene
romerkultur var også netop den rigtige jordbund
for dens fremkomst. Middelalderen bød absolut
ingen betingelser for en naturhave og den tidlige
renæssance ikke heller. Og dog dannede den
deling af haven, som etableredes ved middelalderens
herreborge (se ovenfor), netop i sin modsætning
til den sirlige have, spiren til en art naturhave,
der senere i lang tid blev et led af større
haveanlæg, især i England. I enhver større engelsk
have fandtes i 1600-tallet et "wilderness" det vil sige
en naturhave, hvor alt var plantet og groede efter
naturens lovmæssighed eller lovløshed.
Disse "wilderness" stivnede i formalisme på samme
måde som den senere store landskabelige have
og som Japans naturhavekunst. Det er vel i det
hele en lov for denne haveform, at den opstår i
naturbegejstring, men ikke som arkitekturhaven
kan leve på traditionen i det formelle, og derfor
kvæles i formalisme.
Foruden disse "wilderness"
dannede udviklingen af dyreparken, der
oprindeligt var et led i storbesidderens landhusholdning,
et grundlag for udviklingen af den landskabelige
have. Vi ser, hvorledes den æstetiske værdi af
parken i 1600-tallet sættes højere og højere, det
bliver sangfuglene og stierne og dammene, der
spiller hovedrollen. Da den store
landskabelige have i 1700-tallet brød frem, havde
denne parkkultur allerede banet vejen. De
årsager, der førte til, at naturhaven i form af den
store engelske landskabelige have indledede sin i
hvert fald i Europa største periode netop som den
franske arkitekturhave havde nået sin
fuldkommenhed, er mange. Der lader sig påvise
politiske, filosofiske, kunstneriske, litterære, botaniske
og økonomiske og mange andre årsager; disse
lader sig ikke behandle i knap form, hvorfor kun
skal anføres nogle af de vigtigste for forståelse
af udviklingen.
Den landskabelige have som reaktion
Bevægelsen var en udpræget reaktion. Den franske have var i sig selv et
toppunkt, en yderlighed, der udæskede de
tænksomme; med sin tvang og sin ødselhed var den
i al sin skønhed dog inkarnationen af datidens
herrevældes værste egenskaber; den
repræsenterede et politisk system, der stod for fald, og
måtte undgælde derfor; angrebet på denne
havekunst var begyndelsen til den store revolution.
Man greb med begærlighed det stik modsatte, så
meget mere som den franske have til dels var en
økonomisk ganske uoverkommelig sag, mens
den engelske landskabshave i hvert fald i sit
princip var den billigst mulige haveform. Dertil kom,
at klassicismen i litteratur og kunst begunstigede
det simple, det naturlige og ukunstlede. Oldtidens
bygninger lærte man netop at kende som ruiner
omgivet af grøn natur. Derfor ser man
klassicismens arkitekter i England og også i Norden
(Fredrik Magnus Piper?) som denne uarkitektoniske haveforms ivrigste forkæmpere.
En ikke ringe rolle spillede den
i 1700-tallet påbegyndte indførsel af eksotiske
træer, der med deres mange og afvigende former
aldeles ikke kunne anbringes i den franske have.
Landskabshaven viste sig herigennem, foruden at
være billig også at være praktisk netop ved sin
formløshed. Men den i virkeligheden dybeste
årsag til smagens pludselige vending var
selvfølgelig den ændrede livsanskuelse og dermed
ændrede naturfølelse. Naturvidenskabens udvikling
havde rokket menneskets tro på sin ubetingede
herreret over dyr og planter; 1700-tallets
intelligens følte sig som et led af naturen og
"indfølte" i denne elementer af sin egen sjæl. Deraf
den nye respektfulde erkendelse af
det fritvoksende som det skønneste.
Naturfølelsen begynder ved
detaljer: enkelte blomster, træer,
fuglesang, og når først i et
fremskredet stade landskabsfølelsen.
Dette forhold gør sig stærkt
gældende i naturhavens udvikling; det
gamle "wilderness" og parken
egnede sig til betragtning af dyre- og planteliv i detaljer,
men det egentlige landskabelige moment: de
lyse græsfladers vekslen med de
mørke løvmasser var hidtil ikke
ret vurderede. Manglen af
gennemskæringer udelukkede effekt af
flader og masse, af lys og
skygge. Det var den under barokken
fremståede ny malerisk, rumlige
opfattelse, der gjorde sig
gældende i lige så høj grad i
landskabshavens udformning, som i den
arkitektoniske have.

## Den store engelske landskabshave

### Første periode
Den store engelske landskabshaves første
periode i begyndelsen af 1700-tallet var et
forsøg på at gengive de store maleres
landskabsopfattelse i parken (se heroisk landskab).
Denne generations betydeligste mand var William Kent, der selv havde
været maler. I denne form kom landskabshaven
næppe uden for England.
- Heroiske landskaber
- Claude Lorrain[6]
- Claude Lorrain
- Nicolas Poussin

### Anden periode
Den anden periode var den, der måske
kan kaldes den kinesiske, fordi man mente i Kina
at have fundet forbilleder for en haveform med
større udtryksmuligheder; man fandt
efterligningen af det jævne engelske landskab for kedelig
og for så vidt urimelig, som det jo lå lige
udenfor gærdet.
Den ny retning, hvis fornemste mand
var arkitekten William Chambers, fyldte haven med en
mængde pavilloner, fortrinsvis kinesiske, og delte
den op således, at der forskellige steder skabtes
forskellig stemning, smilende, dyster osv. Først
i denne form fandt landskabshaven ud over
Englands grænser og vakte et røre i åndsverdenen,
som man nu dårligt kan danne sig et begreb om.
- Kinesiske pavilloner
- Kinesisk pavillon, Stowe House, Buckinghamshire (en)
- Kinesisk pavillon, Drottningholm, Stockholm (sv)

Enhver digter, kunstner eller filosof, ja ethvert
dannet menneske, måtte tage sit standpunkt til
den. Meget få var i tvivl om landskabshavens
høje åndelige værdi, og dens kunstneriske
udtryksmulighed ligestilledes med maleriets.
Stridighederne stod kun om de forskellige skolers
principper. De ivrigste var de germanske lande,
hvor genren ret passede ind i den nyvakte
romantiske bevægelse, med dens svaghed for det
uklare udtryk og for det sentimentale. Den
smukkeste litterære repræsentation for hele formen
fandt i øvrigt sit udtryk på dansk grund,
nemlig i Kielerprofessoren Hirschfelds smukke fembinds
værk: Theorie der Gartenkunst fra o. 1780, der fandt stor
udbredelse og blev oversat til fransk.
Betegnende for denne periode i den engelske
landskabshaves udvikling er, at der i det store værk ikke
fandtes en eneste plan; man arrangerede og
komponerede de forskellige havescener i malede
skitser eller på stedet. En vandring i en sådan have
var vellykket i samme grad som de besøgende
kom ud af sindsligevægt; det hørte ikke til god
tone at lade sig upåvirket af de forskellige
stemninger. Når selve landskabsbilledet og
planterne ikke virkede kraftigt nok, hjalp man på
effekten ved indskrifter, skulptur, templer, hytter,
grotter, gravstene, ruiner osv. De kinesiske
bygninger afløstes efterhånden som tiden
krævede det af andre, empiren fik antikke bygninger,
mens de middelalderlige ruiner florerede under romantikken.

### Tredje periode
Den store landskabshaves tredje periode
var en slags reaktion mod stemningsmageriet og
en delvis tilbagevenden til det rent landskabelig
maleriske standpunkt. De fornemste repræsentanter
for denne retning var i England Humphry Repton, i
Tyskland Pückler-Muskau (de) og herhjemme Rudolph Rothe. Man interesserede sig nu igen for
det rene landskab. Haverne var nærmest en
stigning, en fortætning af de landskabelige skønheder.
Det var ikke natur mere, men den særlige "skønne natur".
Et særkende for denne gruppe af
landskabsgartnere var, at de igen anerkendte den
arkitektoniske haves berettigelse (det havde for øvrigt
allerede Hirschfeld gjort), og når der stadig
skabtes kun lidet værdifuldt på dette område, lå det i
manglende tradition og arkitektonisk uddannelse.

### Fjerde periode
Fra denne retning var overgangen til den
landskabelige haves fjerde periode ganske jævn.
Det vi kalder den fjerde periode, var en slags
stivnen i den skabelon, som den foregående periode
havde skabt. Man holdt op med at arrangere og
male, man begyndte igen at tegne planer og var
dermed inde på den slags landskabelig have, der
har domineret indtil fornylig og som kulminerede
under det andet kejserdømme. Da landskabshaven
holdt op med at være sentimental og igen blev
formel, da det drejede sig om, hvem der kunne tegne
de eleganteste kurver, kom franskmændene i første
række. Det, der prægede denne have, var dens
sirlighed. Det var ikke længere natur, man var
så langt væk fra de rousseauske idealer som vel
muligt.
Man præsenterede en søndagsnatur, en
natur, hvor den kamp for tilværelsen, der giver den
virkelige natur sin karakter, var helt ophævet;
hver plante fik sin gode velgødede plads og pleje.
Også denne have var ment som en idealisering
af naturen, men blev kun en udtryksløs, forfladiget
gengivelse af en teorinatur, på sin vis nok så
kunstfærdig som den arkitektoniske have, men
uden kunstnerisk værd. Det var
reaktion overfor denne form, der
skabte den ovenfor nævnte
arkitektoniske haverenæssance i
England i slutningen af 1800-tallet. ("Arts and Crafts movement" ? (en))
Her i Norden fandt
denne form nogen indpas, men
blev dog ikke akcepteret af vor
ledende mand Edvard Glæsel (1858-1915), som
nærmest søgte sine idealer i det, vi
ovenfor har kaldt den tredje
periode, og derved mildnede
overgangen til nutiden en del for vort
vedkommende.

### Femte periode
Den femte periode er
nutidens og præges af det, vi kan
kalde den ny landskabelige have.
Den store landskabshave var i
modsætning til det gamle
"wilderness" kun egnet for anvendelse
på store arealer, hele det
konventionelle apparat med de lange
perspektiver, de kulisseagtigt
opstillede buskadser og trægrupper
osv. led af den fejl, at
anvendelse på små haver krævede en så
reduceret målestok, at det hele ofte blev ganske
meningsløst. Allerede i slutningen af 1800-tallet,
samtidig med den arkitektoniske
haves genopståen, begyndte man at skabe små
vegetationscenerier uden at reducere målestokken.
Denne såkaldte "wild gardening" (se William Robinson) søger sig en
plet jord, en lysning i et krat, bredden af en dam  eller et lignende sted, hvor omgivelserne ikke griber for stærkt ind, og skaber her, især ved hjælp af stauder af et ikke alt for kultiveret
udseende, et stykke have, hvor alt gror som det vil og
derved opnår at blive et lille stykke virkelig
natur, hvor menneskets rolle har indskrænket sig til
blot at skabe forudsætningerne for en særlig rig
eller karakteriserende vegetativ udvikling.
Som sædvanlig opstår det nye flere steder samtidig, og
mens amerikanerne og englænderne ikke uden
lidt japansk indflydelse har arbejdet med denne
"wildgarden" i form af klippehaver, vandhaver,
hedehaver, bækhaver osv., har enkelte tyskere
under arbejdet med at skabe lignende
vegetationsscenerier især lagt hovedvægten på planternes
naturlige sammenhørighed, det vil sige, på at
planter, der hører hjemme eller ser ud som de hørte
hjemme i et bestemt fysisk miljø, ikke kan
plantes jævnsides med planter, der hører hjemme i et
ganske andet. På dette område havde alle de
ældre haveformer syndet utroligt.
Det, der har muliggjort såvel denne
nylandskabelige have som den ny engelske
arkitektoniske have, er at samlermanien i den sidste
menneskealder har vendt sig fra de store træer og buske
og har kastet sig over blomsterplanter, der på
grund af deres ringe størrelse griber mindre ind
i haverummets form, og ganske anderledes let
lader sig underordne et samlet hele.
Mellem den arkitektoniske have og den
landskabelige, findes ingen overgang, enten er
tilstræbt at give "vegetationen", det vil sige haven,
et præg af det "plantede" eller af det "voksede".
En mellemvej, som den fjerde periode søgte at
gå, fører til uklarhed og forvirring. Derimod kan
de to hovedformer sættes op mod hinanden, for
virkningsfuldt at fremhæve hinandens egenskaber.
Det var sikkert interessen for modsætning, der lod
romerne anlægge landskabelige haver i selve byen,
og vi har set, måske ubevidst, antydning af denne
kontrastvirkning i middelalderen og i
renæssancen. Den i høj grad bevidste barokhavekunst lærte
udtrykkelig, at terrænet mellem alléerne, de
såkaldte busketter, under store forhold skulle være
"fri og urørt natur".
Den nye engelske havekunst
spekulerer stærkt i denne modsætning mellem
menneskeværk og plantevækst. Selve haven med sine
mure og bassiner og pergolaer skabes rent
arkitektonisk, og derpå tilplantes den nylandskabeligt:
planterne overgror vandfladen, kravler op ad
muren, titter frem mellem flisernes fuger og
overalt, hvor de finder en plads.
Den nyere tids udvikling har fundet sted næsten
udelukkende i den lille have. Den store offentlige
park er blevet simplificeret og modificeret til brug
for nutidens friluftsliv, man har erstattet den
gamle promenadepark med en "idrætspark", men
kunstnerisk set har den store have ligget omtrent
udyrket hen i mange år. 